# Ella Van Hueson
Ella Van Hueson est la Miss Univers 1928.

## Biographie
Ella représente en 1928 sa ville de Chicago lors du concours de beauté de Galveston, où elle reporte la couronne de Miss Univers. Raymonde Allain a été sa première dauphine.